# Esomeprazolo
L'esomeprazolo è un inibitore di pompa protonica (IPP), una molecola utilizzata per la terapia di patologie gastrointestinali acido-correlate, quali l'ulcera e la malattia da reflusso gastroesofageo (GERD), oltre che per la prevenzione di possibili lesioni gastriche derivanti dall'assunzione di farmaci FANS.

## Indicazioni cliniche
È un enantiomero dell'omeprazolo, molecola capostipite della classe degli IPP. Rispetto a quest'ultimo subisce in minor misura il metabolismo da parte del citocromo CYP2C19.
L'esomeprazolo (40 mg) è risultato più efficace di omeprazolo (40 mg), pantoprazolo (40 mg) e lansoprazolo (30 mg) nel controllare il pH gastrico. Nello specifico della patologia abbiamo i seguenti risultati:
1. Malattia da reflusso gastroesofageo (MRGE)
In caso di malattia da reflusso gastroesofageo (MRGE), l'esomeprazolo (20 e 40 mg) è stato più efficace di omeprazolo (20 mg) nel mantenere il pH intragastrico a valori superiori a 4, condizione necessaria per favorire la cicatrizzazione della mucosa (valore medio nelle 24 ore: 4,1 vs 4,9 vs 3,6 rispettivamente con esomeprazolo 20 e 40 mg e omeprazolo).
2. Esofagite erosiva
In caso di esofagite erosiva Helicobacter pylori negativa, la percentuale di pazienti, che ha ottenuta una risoluzione completa dei sintomi (cicatrizzazione dell'ulcera controllata con endoscopia), è stata maggiore con esomeprazolo rispetto a omeprazolo, sia a 4 (70,5% vs 75,9% vs 64,7% rispettivamente con esomeprazolo 20 e 40 mg e omeprazolo 20 mg) sia a 8 settimane (89,9% vs 94,1% vs 86,9% rispettivamente con esomeprazolo 20 e 40 mg e omeprazolo 20 mg); il tempo mediano necessario è stato pari a 5 vs 8 vs 9 giorni[4].
Nonostante alcune differenze a livello di farmacocinetica, tutte le diverse molecole degli IPP non sembrano avere profili di efficacia clinica significativamente diversi tra loro, anche nei protocolli per l'eradicazione dell'H. Pylori; in ambito di sanità pubblica e farmacoeconomia, la scelta tra i diversi IPP dovrebbe quindi tenere conto anche del rapporto costi/benefici, orientandola in direzione delle molecole più economiche a parità di efficacia (come il lansoprazolo)[5].
3. Eradicazione dell'Helicobacter pylori
Nel trattamento dell'infezione da H. pylori (durata del ciclo farmacologico: 7 giorni), in pazienti con ulcera duodenale attiva o inattiva, l'associazione di esomeprazolo (40 mg/die) con claritromicina (1000 mg/die) e amoxicillina (2000 mg/die) è stata efficace quanto omeprazolo più amoxicillina più claritromicina.

## Confronto con gli altri IPP
L'esomeprazolo è l'S-enantiomero dell'omeprazolo. Poiché l'enantiomero R-omeprazolo è eliminato più rapidamente, l'esomeprazolo ha il vantaggio cinetico di avere un tempo di emivita maggiore, garantendo un periodo di tempo più lungo in cui il pH gastrico è superiore a 4. Dal momento che esiste una correlazione tra questo periodo di tempo con i tassi di guarigione della malattia da reflusso gastrico, soprattutto gastrite erosiva, i vantaggi clinici dell'esomeprazolo sono evidenti soprattutto nel trattamento di quest'ultima. La superiorità clinica è ancora maggiore nelle forme più gravi di esofagite erosiva. 
Inoltre presenta anche una AUC maggiore rispetto all'omeprazolo.

## Avvertenze
Rischio cardiovascolare con IPP: alcuni studi condotti con omeprazolo ed esomeprazolo hanno riportato un'incidenza di eventi cardiovascolari (attacchi cardiaci o morte cardiovascolare) maggiore nei pazienti trattati farmacologicamente per la malattia da reflusso gastroesofageo rispetto a quelli trattati chirurgicamente. L'analisi del profilo di sicurezza in questo ambito non ha stabilito a tutt'oggi una correlazione fra uso prolungato con omeprazolo, ed esomeprazolo, e aumento del rischio cardiovascolare.
Uno studio condotto su larga scala e pubblicato nel 2016 ha dimostrato come l´assunzione prolungata di inibitori di pompa protonica negli anziani aumenti il rischio di sviluppare segni progressivi della demenza.
Esomeprazolo: a lungo andare, inibisce la secrezione di succo gastrico, favorendo, in questo modo, l'origine di polipi gastrici, generalmente cistici (ovvero dalla forma rotondeggiante), e dall'andamento benigno.
L’assunzione prolungata di inibitori della pompa protonica (IPP) può essere associato ad un'alterazione del livello di cromogranina A (CgA) che in sede di analisi viene utilizzata come marcatore dei tumori neuroendocrini. I livelli di cromogranina A ritornano normali dopo 14 giorni dall´interruzione del trattamento con farmaci IPP.

## Controversie
L'azienda produttrice dell'esomeprazolo, l'AstraZeneca è stata oggetto di numerosi attacchi e critiche in quanto il nuovo farmaco è l'enantiomero levogiro dell'omeprazolo (che è una miscela dei due enantiomeri) e non avrebbe alcun vantaggio farmacocinetico rispetto a quest'ultimo. L'introduzione del nuovo farmaco sarebbe così avvenuta solo perché il brevetto dell'omeprazolo, detenuto da AstraZeneca era ormai in scadenza, e il tutto si sarebbe accompagnato ad un'aggressiva campagna commerciale finalizzata a convincere i medici a prescrivere il nuovo farmaco invece dell'omeprazolo.